# Sigurd Holter
Sigurd Holter (Halden, 19 de novembro de 1886 — 1 de agosto de 1963) foi um velejador norueguês, campeão olímpico. Ele competiu nos Jogos Olímpicos de Verão de 1920 na classe 10 Metre e conquistou a medalha de ouro na disputa realizada segundo as regras de 1907 a bordo do Eleda com Erik Herseth, Gunnar Jamvold, Petter Jamvold, Claus Juell, Ingar Nielsen e Ole Sørensen. Holter era um dos tripulantes da embarcação.